# Кубок Tong Yang
Кубок Tong Yang (кор. 동양증권배 세계선수권전?, 東洋證券杯世界選手權戰?; Tong Yang Cup ранее Tong Yang Securities Cup) — один из крупных международных турниров го, существовавший с 1990 по 1998 год.
Турнир спонсировался компанией Tong Yang Investment Bank (ранее именовавшейся Tong Yang Securities). Турнир проходил каждый год. Первый и второй розыгрыши кубка были проведены как корейский турнир, тем не менее в них принимали участие игроки из других стран; с 3-го розыгрыша в 1992 году кубок Tong Yang стал официально считаться международным турниром со статусом чемпионата мира по го. Кубок Tong Yang разыгрывался по олимпийской системе; в финале проходил матч из пяти партий.

## Обладатели кубка
| Years Played | Winner     | Runner Up      |
| ------------ | ---------- | -------------- |
| 1990         | Ян Джэхо   | Чан Су Ён      |
| 1991         | Со Бонсу   | Ли Чхан Хо     |
| 1992         | Ли Чхан Хо | Рин Кайхо      |
| 1993         | Ли Чхан Хо | Тё Тикун       |
| 1994         | Чо Хунхён  | Норимото Ёда   |
| 1995         | Ма Сяочунь | Не Вэйпин      |
| 1996         | Ли Чхан Хо | Ма Сяочунь     |
| 1997         | Чо Хунхён  | Сатору Кобаяси |
| 1998         | Ли Чхан Хо | Ю Чханхёк      |